# 기쿠오카 다쿠로
기쿠오카 다쿠로(일본어: 菊岡 拓朗, 1985년 6월 30일 ~ )는 일본의 축구 선수이다.

## 구단 경력
그는 2008년부터 2018년까지 J리그의 콘사돌레 삿포로, 미토 홀리호크, 도쿄 베르디, 도치기 SC, SC 사가미하라에서 활동하였다.